# زلزال لشبونة 1755

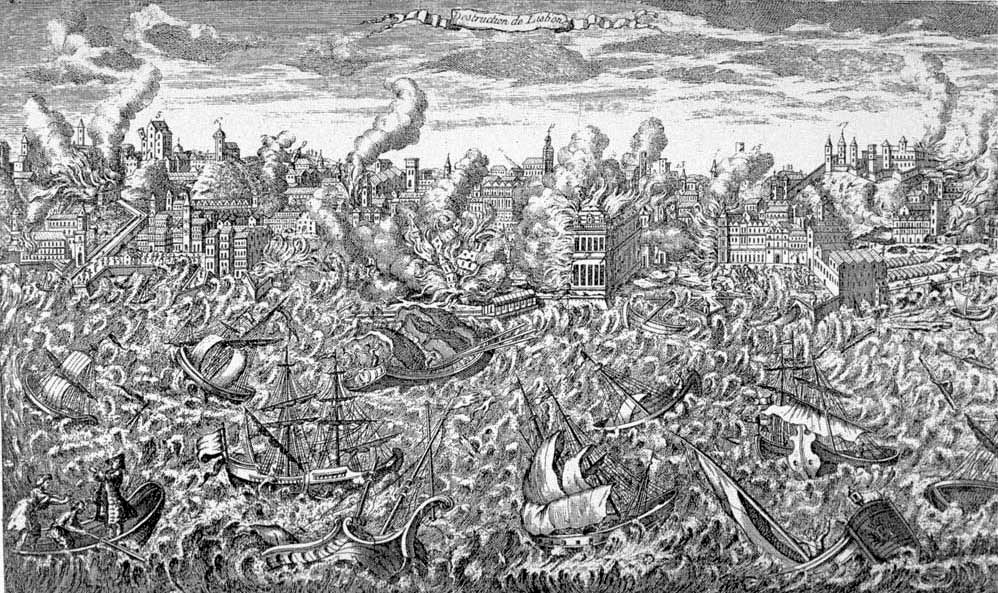
خراب لشبونة وسفنها بعد الحرائق وزلزال تسونامي

زلزال لشبونة عام 1755 ويسمى أيضا زلزال لشبونة الكبير وقع في 1 نوفمبر 1755، يوم عطلة عيد جميع القديسين، في 9:40 صباحاً. وهو من أكثر الزلازل فتكا وتدميرا في التاريخ. قتل بين 60,000 و 100,000 إنسان (رغم أن العدد الدقيق غير مؤكد). الزلزال أعقبه تسونامي وحرائق، مما أدى إلى تدمير شبه كامل لمدينة لشبونة والدار البيضاء. أدى كذلك لزيادة التوترات السياسية في البرتغال وتخريب قوي لأطماع البرتغال الاستعمارية في القرن الثامن عشر .
ناقش فلاسفة عصر التنوير الأوروبي هذا الزلزال على نطاق واسع وألهم تطورات رئيسية في الفلسفة الدينية. وباعتباره أول زلزال تدرس آثاره علميا على منطقة شاسعة فقد كان فاتحة علم الزلازل الحديث. يقدر الجيولوجيون اليوم زلزال لشبونة قريبا من 9 درجات على مقياس ريختر مع وجود بؤرة في المحيط الأطلسي حوالي 200 كيلومترا (120 ميل) بين الغرب والجنوب الغربي من كيب سانت فنسنت.

## المغرب
توفي 10,000 نسمة جنوب مضيق جبل طارق، وخصوصا في المغرب حيث مدن ساحلية مثل طنجة وسلا والرباط ومازاغان وأصيلة والعرائش والمعمورة وآنفا وآسفي وموگادور وأگادير. دمرت الأعمدة قرب صومعة حسان في الرباط وقبة المئذنة. وفي طنجة وصل التسونامي إلى 2 كم في البر. وفي سلا غير التسونامي تشكيل مصب وادي أبي رقراق.

## مواقع خارجية
- صور عن زلزال ليشبونة (بالإنجليزية)
- وصف شاهد عيان (بالإنجليزية)
- وصف لآثار الزلزال على أوروبا (بالإنجليزية)